# Хронологія світових рекордів з бігу на 400 метрів з бар'єрами серед жінок
Світові рекорди з бігу на 400 метрів з бар'єрами серед жінок визнаються Світовою легкою атлетикою з-поміж результатів, показаних легкоатлетками на відповідній дистанції на біговій доріжці стадіону, за умови дотримання встановлених вимог.

## Хронологія рекордів
| Результат                              | Атлетка                         | Місто змагань    | Дата змагань | Примітки      | Відео            |
| -------------------------------------- | ------------------------------- | ---------------- | ------------ | ------------- | ---------------- |
| 56,51                                  | Кристина Кацперчик Польща       | Аугсбург         | 13.07.1974   |               |                  |
| 55,74                                  | Тетяна Сторожева СРСР           | Карл-Маркс-Штадт | 26.06.1977   |               |                  |
| 55,63                                  | Карін Росслі НДР                | Гельсінкі        | 13.08.1977   |               |                  |
| 55,44                                  | Кристина Кацперчик Польща       | Берлін           | 18.08.1978   |               |                  |
| 55,31                                  | Тетяна Зеленцова СРСР           | Подольськ        | 19.08.1978   |               |                  |
| 54,89                                  | Тетяна Зеленцова СРСР           | Прага            | 02.09.1978   |               | Відео на YouTube |
| 54,78                                  | Марина Макеєва (Степанова) СРСР | Москва           | 27.07.1979   |               |                  |
| 54,28                                  | Карін Росслі НДР                | Єна              | 18.05.1980   |               |                  |
| 54,02                                  | Анна Амбразене СРСР             | Москва           | 11.06.1983   |               |                  |
| 53,58                                  | Маргарита Пономарьова СРСР      | Київ             | 22.06.1984   |               |                  |
| 53,55                                  | Сабіне Буш НДР                  | Берлін           | 22.09.1985   |               | Відео на YouTube |
| 53,32                                  | Марина Степанова СРСР           | Штутгарт         | 30.08.1986   |               |                  |
| 52,94                                  | Марина Степанова СРСР           | Ташкент          | 17.09.1986   |               |                  |
| 52,74                                  | Саллі Ганнелл Велика Британія   | Штутгарт         | 19.08.1993   |               | Відео на YouTube |
| 52,61                                  | Кім Баттен США                  | Гетеборг         | 11.08.1995   | [ 1 ]         | Відео на YouTube |
| 52,34                                  | Юлія Печонкіна Росія            | Тула             | 08.08.2003   | [ 2 ]         | Відео на YouTube |
| 52,20                                  | Далайла Мухаммад США            | Де-Мойн          | 04.10.2019   | [ 3 ]         | Відео на YouTube |
| 52,16                                  | Далайла Мухаммад США            | Доха             | 28.07.2019   | [ 4 ]         | Відео на YouTube |
| 51,90                                  | Сідні Мак-Лафлін США            | Юджин            | 27.06.2021   | [ 5 ] [ 6 ]   |                  |
| 51,46                                  | Сідні Мак-Лафлін США            | Токіо            | 04.08.2021   | [ 7 ] [ 8 ]   | Відео на YouTube |
| 51,41                                  | Сідні Мак-Лафлін США            | Юджин            | 25.06.2022   | [ 9 ]         |                  |
| 50,68                                  | Сідні Мак-Лафлін США            | Юджин            | 22.07.2022   | [ 10 ] [ 11 ] |                  |
| 50,65                                  | Сідні Мак-Лафлін-Леврон США     | Юджин            | 30.06.2024   | [ 12 ] [ 13 ] | Відео на YouTube |
| 50,37                                  | Сідні Мак-Лафлін-Леврон США     | Париж            | 08.08.2024   | [ 14 ] [ 15 ] | Відео на YouTube |
| 0 років, 282 дні від дати встановлення |                                 |                  |              |               |                  |